# Siergiej Mierkurow
Siergiej Dmitrijewicz Mierkurow (ros. Серге́й Дми́триевич Мерку́ров, ur. 26 października?/7 listopada 1881 w Aleksandropolu (obecnie Giumri), zm. 8 czerwca 1952 w Moskwie) – radziecki rzeźbiarz monumentalny.

## Życiorys
W latach 1902–1905 uczył się w Akademii Sztuk Pięknych w Monachium, potem do 1909 pracował w Paryżu, następnie w Moskwie. Jest autorem m.in. pomnika Timiriaziewa (Moskwa, 1923), Szaumiana (Erywań, 1931), posągu Lenina (1939, Wielki Pałac Kremlowski w Moskwie), płaskorzeźby „Rozstrzelanie 26 bakijskich komisarzy” (1946, Baku) oraz nagrobnych rzeźb na Cmentarzu przy Murze Kremlowskim – Dzierżyńskiego, Żdanowa, Kalinina, Swierdłowa i Frunzego. W 1937 na kanale imienia Moskwy postawiono dwie granitowe monumentalne rzeźby Lenina i Stalina według projektu Mierkułowa; przy ich budowie pracowało ok. 5 tysięcy robotników, z których dużą część stanowili więźniowie. Był autorem jeszcze dwóch innych monumentalnych posągów Stalina; otrzymał za nie Nagrodę Stalinowską (w 1941 i 1951). Od 1945 należał do WKP(b), w 1947 został członkiem rzeczywistym Akademii Sztuk Pięknych ZSRR. Został pochowany na Cmentarzu Nowodziewiczym.